# Ulrich van Gobbel
Ulrich van Gobbel (né le 16 janvier 1971 à Paramaribo au Suriname) est un footballeur néerlandais.
Il jouait au poste de défenseur et a connu 8 sélections en équipe des Pays-Bas. Il faisait partie des 22 joueurs néerlandais lors de la coupe du monde 1994.

## Palmarès

### En Club
- Vainqueur de la Coupe de l'UEFA en 2002 avec le Feyenoord Rotterdam
- Champion des Pays-Bas en 1993 et 1999 avec le Feyenoord Rotterdam
- Champion de Turquie en 1997 avec Galatasaray
- Vainqueur de la Coupe des Pays-Bas en 1991, 1992, 1994 et en 1995 avec le Feyenoord Rotterdam
- Vainqueur de la Coupe de Turquie en 1996 avec Galatasaray

### EnÉquipe des Pays-Bas
- 8 sélections entre 1993 et 1994
- Participation à la Coupe du Monde en 1994 (1/4 de finaliste)